# 陳頵
陳頵（?—?），字延思，晉朝陳郡苦縣人。曾擔任郡督郵，太守劉享提拔其為主簿，豫州刺史征辟其為部從事。
齊王司馬冏起兵討伐司馬倫後，豫州刺史派陳頵率軍前去支援司馬冏，被任命為駙馬都尉。後來中原大亂，陳頵逃到南方。曆陽內史朱彥任命其為參軍。鎮東從事中郎袁琇向司馬睿推薦陳頵，於是陳頵升遷為鎮東行參軍事，掌管法兵二曹。
建興年間，陳頵擔任錄事參軍。後外任為譙郡太守。
大興年間後，陳頵擔任尚書，又出任天门郡太守，陶侃又上表推薦其出任梁州刺史。在任時陳頵引起梁州大姓不滿，陶侃被迫召回陳頵。陳頵去世時享年69歲。

## 延伸阅读
[在维基数据编辑]
 《晉書/卷071》，出自房玄齡《晉書》